# Kaamanen
Kaamanen (Samisch: Gämas) is een dorp in Noord-Finland, in de gemeente Inari. 
Kaamanen heeft een lintbebouwing. Het is gelegen aan de oevers van de Kaamasrivier, een riviertje dat uitmondt in een nabijgelegen meer. Aangezien het hoogteverschil gering is in de omtrek van Kaamanen, ligt het dorp in een moeras. Kaamanen ligt zo'n 22 km ten noorden van Inari (plaats). 
Kaamanen ligt op de kruising van de E75 en de Finse wegen 92 en 971. De E75 gaat noordwaarts naar Utsjoki en zuidwaarts naar Ivalo. De Finse weg 92 vertrekt hier westwaarts via Karigasniemi naar Karasjok in Noors Lapland. De Finse weg 971 leidt naar Näätämö, met aansluiting op de E6 naar het Noorse Kirkenes.